# Eddie Turnbull
Edward „Eddie“ Hunter Turnbull (* 12. April 1923 in Falkirk, Schottland; † 30. April 2011) war ein schottischer Fußballspieler und -trainer.

## Laufbahn
Turnbull startete seine Karriere bei Wiederaufnahme des regulären Spielbetriebs bei Hibernian Edinburgh. Gemeinsam mit Gordon Smith, Bobby Johnstone, Lawrie Reilly und Willie Ormond bildete er die Angriffsreihe des Klubs, die als „Famous Five“ in die Geschichtsbücher einging. Mit der Mannschaft gewann er dreimal den schottischen Meistertitel. 1948 erstmals in die schottische Nationalmannschaft berufen, nahm er mit der Mannschaft zehn Jahre später an der Weltmeisterschaft 1958 teil.
Nachdem er 1959 nach 149 Ligatoren seine Karriere beendet hatte, übernahm er vier Jahre später beim FC Queen’s Park seinen ersten Trainerposten. 1965 warb ihn der FC Aberdeen ab, mit dem er 1970 den schottischen Landespokal gewann. Nach einer Vizemeisterschaft in der folgenden Spielzeit folgte er dem Werben seines Heimatvereins Hibernian, mit dem er 1972 den Scottish League Cup holte. Bis 1980 leitete er die Mannschaft von der Außenlinie, anschließend zog er sich vom Fußballgeschäft zurück.

## Erfolge
- Schottischer Meister: 1948, 1951, 1952